# Miles Caton
Miles Caton (* 3. März 2005 in New York City) ist ein US-amerikanischer Musiker und Schauspieler. Internationale Bekanntheit erlangte er durch seine Rolle als junger Bluesmusiker Sammie „Preacher Boy“ Moore im 2025 erschienen Horrorfilm Blood & Sinners.

## Leben und Karriere

### Musik
Miles Caton wurde 2005 in eine musikalisch-religiöse Familie in Brooklyn hineingeboren. Seine Mutter ist die Gospelsängerin, Pastorin und studierte Theologin Timiney Figueroa. Deren Vater ist ebenfalls Pastor, wodurch der junge Miles bereits als Kleinkind mit der schwarzen Kirchenmusik in Berührung kam. Laut eigenen Angaben begann er selbst im Alter von zwei oder drei Jahren zu singen. Einen frühen Auftritt hatte er als Fünfjähriger im Rahmen einer NCAAP-Gala, auf der er einen Sam-Cooke-Titel zum Besten gab.
Erstmals größere Bekanntheit erlangte Caton 2017, als sich ein Video, in dem er Feeling Good singt, im Internet viral verbreitete. Ein Ausschnitt daraus ist am Beginn des Musikvideos zu 4:44 von Rapper Jay-Z zu sehen. In der Folge trat er in zwei Episoden der NBC-Show Little Big Shots auf. Am Martin Luther King Day 2019 sang er gemeinsam mit Yolanda Adams im Rahmenprogramm der Talkshow The View das Lied Never Give Up. Dank seiner kraftvollen Stimme erregte er nicht nur die Aufmerksamkeit von Gospelgrößen wie Erica Campbell, Faith Evans, Fred Hammond und T. D. „Bishop“ Jakes, sondern überzeugte auch die R&B-Sängerin H.E.R. Im Alter von 16 Jahren engagierte ihn die Oscarpreisträgerin als Begleitsänger und tourt seither mit ihm um die Welt. 2023 machte er online seinen Highschool-Abschluss.

### Schauspiel
Abgesehen von Auftritten in einer Schulaufführung und einem Kurzfilm war Miles Caton schauspielerisch unerfahren, als er im Anschluss an ein Konzert zu einem Vorsprechen eingeladen wurde. Nachdem er einige Heimvideos seiner Gesangseinlagen eingesendet hatte, erhielt er von Casting-Direktorin Francine Maisler und Filmregisseur Ryan Coogler eine Zusage.

“He was just in the dark — like he didn’t turn his lights on. Something about that was, like, so intriguing. This kid looked like he was in his basement, like in between homework assignments. But he had this voice — a once in a lifetime voice — and he also felt like the character.”

„Er war einfach im Dunkeln — als habe er sein Licht nicht eingeschaltet. Irgendetwas daran war so faszinierend. Dieser Junge sah aus, als wäre er in seinem Keller, als wäre er zwischen Hausaufgaben. Aber er hatte diese Stimme — eine Stimme, die man nur einmal im Leben hört — und er fühlte sich an wie die Figur.“

In Vorbereitung auf seine Rolle als Sammie „Preacher Boy“ Moore in Cooglers Horrorthriller Blood & Sinners erhielt Caton nicht nur Schauspielunterricht, sondern erlernte auch mit Hilfe von Randy Bowland das Gitarrenspiel. Vor Beginn der Dreharbeiten übte er täglich fünf bis sechs Stunden auf dem Instrument. Gemeinsam mit dem Komponisten Ludwig Göransson und der Singer-Songwriterin Alice Smith schrieb er den von ihm dargebotenen, an den Delta Blues angelehnten Titel I Lied to You für den Soundtrack des Films. Blood & Sinners erhielt hervorragende Kritiken und wurde auch an den Kinokassen ein großer Erfolg. Neben Regisseur und Drehbuchautor Coogler und Hauptdarsteller Michael B. Jordan wurde vor allem auch Miles Caton für seinen schauspielerischen und musikalischen Durchbruch gelobt.

## Diskografie
Singles
- 2023: This Ain’t It
- 2025: I Lied to You

## Filmografie
- 2018: Little Big Shots (Fernsehshow, 2 Episoden)
- 2019: The View (Fernsehshow, 1 Episode)
- 2025: Blood & Sinners (Sinners)